# Căpitanul Lightfoot
Captain Lighfoot este un film de aventuri american din 1955 regizat de Douglas Sirk. În rolurile principale joacă actorii Rock Hudson, Barbara Rush și Jeff Morrow.

## Distribuție
- Rock Hudson...Michael Martin
- Barbara Rush...Aga Doherty
- Jeff Morrow...John Doherty, aka Capt. Thunderbolt
- Kathleen Ryan...Lady Anne More
- Finlay Currie...Callahan
- Denis O'Dea...Regis Donnell
- Geoffrey Toone...Captain Hood
- Hilton Edwards...Lord Glen
- Sheila Brennan...Waitress
- Harry Goldblatt...Brady
- Charles B. Fitzsimons...Dan Shanley
- Christopher Casson...Lord Clonmell
- Philip O'Flynn...Trim